# Katlanovo
Katlanovo (makedonski: Катланово) je prigradsko naselje u Republici Makedoniji pored skopske zrakoplovne luke Aleksandar Veliki (Petrovec) u pravcu Velesa.

## Zemljopisne karakteristike i opis mjesta
Katlanovo je naselje od 769 stanovnika, još uvijek ima status sela, makar je sve više prigradsko naselje nedalekog Skoplja.
Katlanovo je poznato termalno kupalište u Makedoniji, termalni izvor bio je poznat još od antike, tako da su se njime koristili već i Rimljani. Na arheološkom lokalitetu Rimska banja (Римска бања) dosad su iskopana brojna kamena korita za kupanje, keramika i ukrasni predmeti. U novije vrijeme na tom istom lokallitetu otkrivena je nekropola iz željeznog doba, iz 7. stoljeća pr. Kr.
Kod Katlanova je uvir rijeke Pčinje u Vardar, kod Taorske Klisure na tom lokalitetu nalazi se - Katlanovsko blato, koje je 1965. godine proglašeno rezervatom prirode (botanički, ihtiološki i ornitološki).

### Porijeklo imena
Katlanovo je dobilo ime od turskog imena mjesta Kaplan ( a to je značilo tigar), kršćansko stanovništvo je to izgovaralo pogrešno Katlan, tako je od toga došlo do današnjeg imena Katlanovo.

### Gospodarstvo
Najznačajniji gospodarski objekt je Termalno kupalište s hotelom.

## Vanjske poveznice
- Katlanovska Spa (engl.)